# Coltău
Coltău es una comuna ubicada en el distrito de Maramureș, Rumania.

## Superficie
Cuenta con una superficie de 12,95 kilómetros cuadrados.

## Demografía
Hasta 2021 la población era de 3106 habitantes, con una densidad de población de 239,8 habitantes por kilómetro cuadrado.